# Pico Talgar
El pico Talgar es un pico en el norte de la cordillera de Tian Shan, en Kazajistán, su nombre proviene del río Talgar y de homónima ciudad de Talgar. Es el pico más alto de la cordillera Trans-Ili Alatau. Debido a su proximidad a la antigua capital de Kazajistán, Almaty, es un destino de montaña popular.